# Scleria pilosissima
Scleria pilosissima är en halvgräsart som beskrevs av Nathaniel Lord Britton. Scleria pilosissima ingår i släktet Scleria och familjen halvgräs. Inga underarter finns listade i Catalogue of Life.